# ヴィルヘルム・カンプハウゼン
ヴィルヘルム・カンプハウゼン（Wilhelm Camphausen、1818年2月8日 - 1885年6月18日）はドイツの画家である。戦場の場面など軍事を題材にした絵画を描いた。デュッセルドルフ美術アカデミーの教授を務め、教えた学生には同じ様に戦争画を描いた、エミール・ヒュンテンやゲオルク・ブライプトロイ、風俗画家のアドルフ・フォン・メンツェルらがいる。

## 略歴
デュッセルドルフで生まれた。歴史画家のアルフレート・レーテルに学んだ後、1834年にデュッセルドルフ美術アカデミーに入学し、カール・フェルディナンド・ゾーンに学んだ。軍に召集され騎兵隊に配属された経験から、生涯、戦争画や軍事を題材にすることになった。フリードリッヒ・ヴィルヘルム・シャドウのクラスで学んだ後、1850年に詳細な描写で戦場を題材にした絵画を描いた。同時代の王族や歴史上の人物の乗馬した人物画でも知られた。1859年に美術アカデミーの教授に任じられた。
1844年にデュッセルドルフの画家、ルドルフ・ヨルダンやハンス・ギューデらと、美術団体を作り、この団体は1848年に設立されたデュッセルドルフ芸術家協会、「マルカステン」のもととなった。「マルカステン」にも所属した。
1870年からの普仏戦争には従軍画家を務めた。

## 作品
- 「ラインを渡河するブリュッヘル将軍」(1859)
- 「プロイセン軍のアルス島占領」
- 「モハーチの戦い (1687年)」

- オットー・フォン・ビスマルク
- ナポレオン3世
- "Blücher als Husarenoffizier"
- 騎兵大将ザイトリッツ